# Мемориал воинской Славы героев Великой Отечественной войны (Пятигорск)
Мемориал воинской Славы героев Великой Отечественной войны, или Мемориал Славы, расположен в центре Аллеи Славы Комсомольского парка.
На стелах из красного гранита бронзовыми буквами были обозначены имена  — 24 Героев Советского Союза и 6 полных кавалеров Ордена Солдатской Славы — участников Великой Отечественной войны. Стройка Мемориала была объявлена народной. Украшение Мемориала пять орудийных стволов. 5 ноября 1985 года в Мемориальном комплексе Славы открылся филиал Пятигорского краеведческого музея с экспозицией «Пятигорчане в Великой Отечественной войне». Круговая панорама в центре зала воссоздает героический эпизод обороны города, описанный в «Балладе о пятнадцати».
В 1988 году из-за подъёма грунтовых вод он был закрыт. Проработал музей несколько лет и закрылся по техническим причинам: в спешке строители забыли устроить вентиляцию, к тому же вовремя ливней вода просачивалась под фундамент и затапливала помещение.
В начале 90-х годов из-за отсутствия надзора все металлические буквы на стелах были украдены, что вызвало справедливый гнев горожан. Мемориал восстановлен в 2010 году, теперь имена героев высечены на камне, а в помещении открыта новая экспозиция, подготовленная сотрудниками муниципального учреждения дополнительного образования «Центр военно-патриотического воспитания молодёжи города Пятигорска». На сей раз музей проработал всего несколько дней, после чего снова был закрыт в связи затоплением грунтовыми водами.
11 января 2022 года мемориал вновь открыт после долгой реконструкции.